# (117997) Irazú
(117997) Irazú est un astéroïde de la ceinture principale, de la famille de Hungaria.

## Description
(117997) Irazú est un astéroïde de la ceinture principale, de la famille de Hungaria. Il présente une orbite caractérisée par un demi-grand axe de 1,93 UA, une excentricité de 0,11 et une inclinaison de 19,3° par rapport à l'écliptique.

## Étymologie
Son nom lui a été donné en référence à l'Irazú.

## Compléments